# Мухіна Олена Володимирівна
Олена Володимирівна Мухіна (нар. 21 листопада 1924, Уфа, Башкирська Автономна Радянська Соціалістична Республіка, РСФРР, СРСР — 5 серпня 1991, Москва, Росія) — радянська художниця; на початку Великої Вітчизняної війни ленінградська школярка, автор «Блокадного щоденника Олени Мухіної».

## Біографія
Олена Мухіна народилася в Уфі в сім'ї Володимира і Марії Мухіних. На початку 1930-х років разом Олена і з мамою переїхала в Ленінград, де Марія захворіла і померла, а саму Олену удочерила її тітка, Олена Бернацька, що працювала на той час балериною в Ленінградському малому оперному театрі. Вони жили в будинку № 26 по Загородному проспекту, Бернацьку Олену в кінцевому результаті стала називати матір'ю. Внаслідок падіння з коня (вона захоплювалась кінним спортом), Бернацька була змушена змінити професію і працювати художником в макетній майстерні того ж театру. До початку Великої Вітчизняної війни Олена навчалась в школі № 30. 22 травня 1941 року вона почала вести щоденник, використовуючи під нього записну книжку тітки. З початком Великої Вітчизняної війни записи в щоденнику мали бадьорий характер, але надалі, особливо у зв'язку з блокадою Ленінграда, їхній характер змінився. В ньому відверто і детально описувалось життя в обложеному місті: обстріли і бомбардування, крихітні пайки хліба, холодець зі столярного клею, смерть близьких людей. 7 лютого 1942 ріку померла Бернацька.
|  | 8/II Вчера утром умерла мама. Я осталась одна. |

Останній запис в щоденнику датований 25 травня 1942 рік:
|  | Сегодня уже 25 мая. На днях я уеду. Сегодня идет первый эшелон. Киса сказала, что не исключена возможность, что я уеду завтра или послезавтра. Но я настолько уже ослабла, что мне все безразлично. Мозг мой уже ни на что не реагирует, я живу как в полусне. С каждым днем я слабею все больше и больше, остатки моих сил с каждым часом иссякают. Полное отсутствие энергии. Даже весть о скором отъезде не производит на меня никакого впечатления. Честное слово, прямо смешно, ведь я не какой-нибудь инвалид, не старик или старуха, ведь я молодая девушка, у которой все впереди. Ведь я счастливая, ведь я скоро уеду. А между тем посмотрю на себя, на что я стала похожа. Безразличный, тоскливый взгляд, походка как у инвалида 3-ей степени, едва ковыляю, трудно на 3 ступеньки подняться. И это все нё выдумка и не преувеличение, я сама себя не узнаю. Прямо смех сквозь слезы. Раньше бывало, ну месяц тому назад, я днем остро чувствовала голод и у меня развивалась энергия, чтобы добыть что-нибудь поесть. Из-за лишнего куска хлеба там ещё чего-нибудь съестного я готова была идти хоть на край света, а сейчас я почти не чувствую голода, я вообще ничего не чувствую. Я уже привыкла, но почему я с каждым днем все слабею и слабею. Неужели же человек не может жить на одном хлебе. Странно. |

На початку червня 1942 року в виснаженому стані Лена Мухіна була евакуйована в місто Горький. Вступила у фабрично-заводське училище, навчалася на мукомола. Восени 1945 року повернулася в Ленінград, поступила в Ленінградське художньо-промислове училище. У 1948 році, після отримання професії майстра мозаїчних робіт, була направлена мозаїчником у Будівельне управління  №4 тресту «Ленотделгражданстрой». У січні 1949 року влаштувалася працювати на Ленінградську дзеркальну фабрику, де створювала за своїми ескізами дзеркала. Після скорочення спробувала продовжити навчання, але через те, що житла в Ленінграді вона позбулася, винайняти квартиру не могла через відсутність коштів, а місць в гуртожитках не було, вона за направленням Головного управління борошномельної промисловості Міністерства заготівель СРСР поїхала в Ярославль, а звідти в місто Щербаков (нині Рибінськ). Однак в березні 1950 року завербувалася на будівництво Південно-кузбасівської ГРЕС (гідроелектро станція). Працювала чоноробочою, потім художником-оформлювачем. У 1952 році, після закінчення терміну трудового договору, переїхала до родичів у Москву. 15 років працювала на Кунцевському механічному заводі, а потім на Кунцевській фабриці художньої галантереї художницею-копіювальницею по розпису тканин. На пенсію вийшла за станом здоров'я.
Померла в Москві 5 серпня 1991 року.

## Пам'ять
Щоденник Олени Мухіної зберігається в Центральному державному архіві історико-політичних документів Санкт-Петербурга (Ф. 4000. Оп. 11. Д. 72). За допомогою історика С. В. Ярового в 2011 році щоденник Олени Мухіної був випущений у видавництві Азбука.